# Lake Erie
Lake Erie er en af de fem store søer i Nordamerika som udgør Great Lakes. Lake Erie er plaget af forurening og deraf følgende algeopblomstring.
Lake Erie afvandes gennem Niagara-floden, som er ca 56 km lang og passerer Niagaravandfaldene på sin vej.
Lake Erie er en medvirkende faktor for det store snefald der sker i den vestlige del af staten New York. Områdets voldsomme vintervejr vækker ofte global opmærksomhed, jf. “the ice car”.

## Eksterne links og henvisninger
1. ↑  Great Lakes Scientist says, “If We Lose The EPA, We Lose Lake Erie” 2017
2. ↑  Lake Erie Dead Zone. Livescience
3. ↑  Incredible Images Show Car Frozen From Lake Erie Waters in Buffalo. ABC News 2016

- Wikimedia Commons har flere filer relateret til Lake Erie

42°12′N 81°12′V / 42.2°N 81.2°V